# Bowmaniella gutzui
Bowmaniella gutzui är en kräftdjursart som beskrevs av Ortiz 1988. Bowmaniella gutzui ingår i släktet Bowmaniella och familjen Mysidae. Inga underarter finns listade i Catalogue of Life.